# Premio Luigi Barzini all'inviato speciale
Il Premio Luigi Barzini all'inviato speciale è un premio giornalistico istituito nel 1990 alla memoria di Luigi Barzini padre e figlio, giornalista orvietano il primo, milanese il secondo.
Nel 2003 è stata istituita la Fondazione Luigi Barzini (poi effettivamente fondata nel 2007) che ha tra i suoi scopi l'organizzazione del premio. 
Dal 2012 il premio è organizzato dalla Associazione Luigi Barzini, dopo che il comune lo aveva sospeso nel 2010 per mancanza di fondi.

## Albo d'oro
- Alberto Ronchey, 7 aprile 1990
- Demetrio Volcic, 15 giugno 1991
- Indro Montanelli, 6 giugno 1992
- Enzo Biagi, 26 giugno 1993
- Bernardo Valli, 21 maggio 1994
- Arrigo Levi, 27 maggio 1995
- Barbara Spinelli, 22 giugno 1996
- Tiziano Terzani, 31 maggio 1997
- Ettore Mo, 23 maggio 1998
- Igor Man, 8 maggio 1999
- Paolo Rumiz, 27 maggio 2000
- Gian Antonio Stella, 26 maggio 2001
- Mimmo Càndito, 11 maggio 2002
- Stefano Malatesta, 17 maggio 2003
- Monica Maggioni, 24 aprile 2004
- Federico Rampini, 30 aprile 2005
- Franco Venturini, 20 maggio 2006
- Guido Rampoldi, 19 maggio 2007
- Ugo Tramballi, 10 maggio 2008
- Milena Gabanelli, 9 maggio 2009
- Roberto Saviano, 29 maggio 2010
- Lucia Goracci, 30 novembre 2012[4]